# Хмельницкое (село, Севастополь)
Хмельни́цкое (укр. Хмельницьке, крымскотат. Hmelnitskoye, Хмельницкое) — село в Балаклавском муниципальном округе Балаклавского района города  Севастополя  (по решению исполнительного комитета Севастопольского городского Совета депутатов трудящихся от 14 августа 1962 года № 442 согласно административно-территориальному делению УССР и Украины с 1962 года не имеет статуса отдельного населённого пункта в составе Балаклавского района Севастопольского горсовета; в 2014 году населённый пункт был восстановлен как село).

## География
Расположено на севере района, примерно в 4 км к северу от Балаклавы. Находится в долине реки Чёрной, на правом берегу, у восточного склона Федюхиных высот, через село проходит региональная автодорога 67К-5 Танковое — Оборонное (по украинской классификации — Т-0105), ближайший населённый пункт — село Черноречье в 1,5 км на северо-восток.

## Современное состояние
Площадь села на 2011 год 41,6 гектара. В селе действует средняя школа № 36, клуб и православная церковь Рождества св. Иоанна Предтечи. Село связано автобусным сообщением с Севастополем, Ялтой, Бахчисараем и соседними населёнными пунктами

## Население
| 2011 | 2014 |
| ---- | ---- |
| 436  | ↗661 |

## История
Село, на землях совхоза «Севастопольский», под названием Новый Посёлок, в составе Чернореченского сельсовета Балаклавского района, было основано в 1953 году. 26 мая 1954 года, общим собранием жителей, было присвоено название Хмельницкое и на тот год в селе уже числилось 41 хозяйство и 157 жителей, на 1 января 1955 года — 87 хозяйств и 302 жителя. В конце 1950-х годов в Хмельницком была открыта школа, 10 августа 1962 года сёла Чернореченского сельсовета были переданы в подчинение городскому совету Севастополя и Хмельницкое лишилось статуса отдельного населённого пункта. На 1998 год проживало 436 человек С 21 марта 2014 года в составе Севастополя аннексировано Россией.

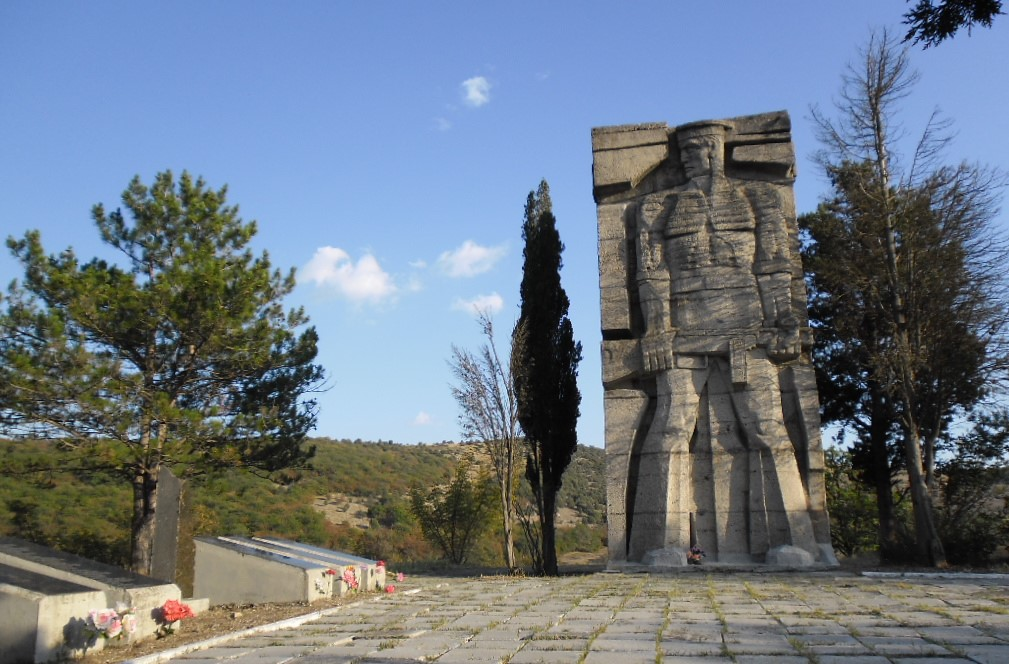
Братское захоронение воинов 7-й бригады морской пехоты

На склоне высоты вблизи села Хмельницкое был сооружён памятник 7-й бригаде морской пехоты (командир – полковник Е. И. Жидилов). Установлен в 1968 году по проекту балаклавского скульптора В. Е. Суханова. Это две параллельные прямоугольные стелы. На передней – стилизованное рельефное изображение фигуры морского пехотинца с автоматом в руках. На второй стеле – мемориальный текст и стихи, написанные бывшим командиром бригады генерал-лейтенантом Е. И. Жидиловым. У памятника находится братская могила, в которой похоронены Герой Советского Союза Ной Адамия и девяносто пять воинов.
Охраняется решением Севастопольского городского совета народных депутатов исполкома от 20.12.1975 № 856 «Об утверждении списков памятников истории и культуры города Севастополя по состоянию на 1 июля 1975 года».
Со 2 сентября 2017 года в РФ  Объект культурного наследия народов РФ регионального значения. Рег. № 921711029090005 (ЕГРОКН)